# San Francisco Blues Festival
Le San Francisco Blues Festival est festival de blues américain, le plus ancien festival de ce type aux États-Unis. 

## Historique
Il est fondé en 1973 par Tom Mazzolini pour sensibiliser le public à l'histoire et à l'évolution du blues mais par manque de moyens financiers, il n'est plus produit depuis 2008.

## Invités

### 1973
Jimmy McCracklin, Charlie Musselwhite, Dave Alexander, K. C. Douglas, Little Willie Littlefield, L. C. Robinson, Luther Tucker, Johnny Fuller, Gary Smith Blues Band, Mr. Boogie, The Hi Tide Harris Blues Band

### 1974
Little Joe Blue, Sugar Pie DeSanto, Mark St. Mary, Cool Papa, Robert Lowery, K. C. Douglas, L. C. Robinson, Boogie Jake, Dave Alexander

### 1975
Queen Ida, Sonny Rhodes, Floyd Dixon, Charlie Musselwhite, Charles Conley, Jimmy McCracklin, Big Roger Collins, Grace Loveberry, J.C. Burris, Dave Alexander

### 1976
Mike Bloomfield, Charles Brown, Arthur C. Robinson, Luther Tucker, Little Frankie Lee, Bernie Burns, Mike Henderson, Dottie Ivory, Hi Tide Harris, Gary Smith, Messaround Blues Allstars, Robert Lowery, Robert Kelton

### 1977
Albert Collins, Robert Cray, Phillip Walker, Sonny Rhodes, Johnny Fuller, Tom McFarland, Mississippi Charles Bevel, Chick Streetman, Johnny Waters, Boogie Jake, Willie Joe Duncan

### 1978
The Fabulous Thunderbirds, Harmonica George Smith, Louisiana Red, Lowell Fulson, Smokey Wilson, Isaac Scott, Phillip Walker, Queen Ida, Rod Piazza, Sugar Pie DeSanto, Guitar Curtis, Omar Hakim Khayam, Mark Naftalin, Ron Thompson, Mark Hummel, Charles Houff

### 1979
Stevie Ray Vaughan, Robert Cray Band, Big Mama Thornton, Jimmy Rogers, Roy Brown, Mel Brown, Paul deLay Band, Freddie Roulette, J.C. Burris, Hi Tide Harris and the Japanese Allstars, Luther Tucker, Blue Sax Allstars featuring Dr. Wild Willie Moore, Bobby Forte and Joe Conwright, Little Joe Blue, Ron Thompson Band avec Mark Naftalin

### 1980
B.B. King, John Lee Hooker, Percy Mayfield, The Nighthawks, Pee Wee Crayton, Blind Joe Hill, The Cobras, Sooleman Rowgie, Margie Evans, J.J. Malone and Troyce Key, Buddy Ace, Little Frankie Lee, Little Charlie & the Nightcats, Mississippi Johnny Waters and the Blues Survivors, Gary Smith Blues Band, Sonny Rhodes

### 1981
Roomful of Blues, Koko Taylor, Little Milton, Earl King, Jimmy McCracklin, Carey Bell, Bob Hall, Deacon John Moore, George "Harmonica" Smith, Tom Courtney, Henry Ford Thompson, Miss Lu Lewis, Rod Piazza, Chicago Blues Power avec Dallas Slim (Boz Scaggs), Eddie Ray w/Sonny Rhodes Band, Robert Kelton

### 1982
Clifton Chenier, Albert Collins, Robert Cray Band, John Hammond, Gatemouth Brown, Lloyd Glenn, Eddie Taylor, Johnny Littlejohn, Charles Ford Band, Melotones, Little Charlie & the Nightcats, Cool Papa

### 1983
Albert King, Willie Dixon & the Chicago Blues Allstars, Clifton Chenier, Irma Thomas, Joe Liggins and the Honey Drippers, featuring Little Caesar and Diane Carlton, Brownie McGhee, Duke Robillard, Anson Funderburgh & the Rockets, Beverly Stovall, Monica Dupont, Buddy Ace, Troyce Key Blues Band, Ron Thompson and the Resistors, Maurice McKinnies, J.C. Burris, Maxine Howard

### 1984
James Cotton, Little Milton, Dirty Dozen Brass Band, Golden Eagles, Marcia Ball, Clarence Garlow, Son Seals, Eddy Clearwater, The Nighthawks, Katie Webster, Toru Oki, Valerie Wellington, Mason Ruffner, Mighty Flyers, Bob Hall, Robert Lowery et J.C. Burris, Sonny Rhodes, Buckwheat Zydeco and The Ils Sont Partis Band

### 1985
Bonnie Raitt, Carlos Santana, Boz Scaggs, Robert Cray Band, Otis Rush, John Lee Hooker, Luther Johnson, Katie Webster, Queen Ida, Roomful of Blues, Anson Funderburgh & the Rockets, Mitch Woods & his Rocket 88's, Ester Jones, Johnny Heartsman, Frankie Lee, Bobby Murray, Mississippi Johnnie Waters, Sam Myers

### 1986
Etta James, Albert King, Carlos Santana, Jessie Mae Hemphill, Buddy Miles, Roy Buchanan, Junior Wells & Buddy Guy, Johnny Adams, R. L. Burnside, Rockin' Dopsie, Big Daddy Kinsey & the Kinsey Report, Delbert McClinton, Joe Louis Walker & the Boss Talkers, Katie Webster, The Paladins

### 1987
Albert Collins, Joe Ely, Roomful of Blues, Buddy Guy, Lonnie Brooks Band, Jeannie & Jimmy Cheatham & the Sweet Baby Blues Band, Zachary Richard & his Zydeco Rockers, Roy Rogers & the Delta Rhythm Kings with Norton Buffalo, Lady Bianca

### 1988
Bobby Bland, Koko Taylor, Albert Collins, Carla Thomas, John Lee Hooker, Johnny Copeland, Elvin Bishop, C.J. Chenier & His Red Hot Louisiana Band, Super Harps, featuring: Curtis Salgado, Chris Cain Band, Joe Louis Walker & the Boss Talkers, Big Daddy Kinsey & the Kinsey Report

### 1989
Ernestine Anderson, Albert King, Etta James & the Roots Band, Otis Rush, Duke Robillard & the Pleasure Kings, Terrance Simien & the Mallet Playboys, Dr. Hepcat, Saxophone Madness with Richie Cole & Big Jay McNeely, Ronnie Earl & the Broadcasters, Ron Hacker

### 1990
Ruth Brown, Koko Taylor & Her Blues Machine, Albert Collins & the Ice Breakers, Johnny Otis Show, Buckwheat Zydeco, Yank Rachell, Joe Louis Walker & the Boss Talkers, Katie Webster, The Paladins

### 1991
B.B. King, Etta James, Bobby McFerrin, Dirty Dozen Brass Band, Clarence Gatemouth Brown, Rory Block, Snooky Pryor, John Hammond, Carey Bell & Tough Luck, Joanna Connor Band, Queen Ida & Her Zydeco Band, Alvin Youngblood Hart, Robert Cray, Boz Scaggs, Johnny Adams, Nick Gravenites

### 1992
Taj Mahal, Albert Collins, Marva Wright, Pops Staples et The Staple Singers, The Persuasions, Ann Peebles, Billy Boy Arnold, Jimmy Rogers, Kim Wilson, Antone's Women Texas Blues Revue, featuring Lou Ann Barton, Sue Foley and Angela Strehli, Nappy Brown, Chris Cain.

### 1993
Robert Cray Band, Denise LaSalle, John Mayall Band, James Cotton Band, Linda Hopkins, Johnnie Johnson, Bobby Parker, Beau Jocque, Tommy Ridgley, Maria Muldaur, Rod Piazza & the Mighty Flyers, Street Sounds

### 1994
Buddy Guy, Solomon Burke, Robben Ford and the Blue Line, Kim Wilson & the Tigermen, Roomful of Blues, Asleep at the Wheel, Guitar Shorty, Charmaine Neville Band, Henry Butler, Tommy Castro Band, Charlie Musselwhite

### 1995
John Lee Hooker with Ry Cooder & Friends, Little Milton Review, Hank Ballard & the Midnighters, Sista Monica Parker, Junior Wells, Luther Allison, Joe Louis Walker & the Boss Talkers, Lavelle White, Debbie Davies, R. L. Burnside, Junior Kimbrough, Geno Delafose, Steve Freund, Soul Drivers avec Angela Strehli, Detroit Junior

### 1996
Hommage à Paul Butterfield, avec Nick Gravenites, Mark Naftalin, Gary Smith et Mark Ford,. Percy Sledge avec Will Porter and the California All-Stars, John Hammond, Duke Robillard Band, Charles Brown, Tracy Nelson, Keb' Mo', Chris Cain Band, the Four Satins, Ron Thompson et the Blues Dusters, Etta James and the Roots Band, Otis Rush, Magic Dick et J. Geils, Snooks Eaglin and George Porter, Jr., Saffire – The Uppity Blues Women, Jimmy Thackery & the Drivers, Alvin Youngblood Hart, the Gospel Hummingbirds

### 1997
Bobby Bland, Ruth Brown, Joe Louis Walker, Ike Turner, Steve Cropper, Matt Murphy, Roomful of Blues, Coco Montoya, Charlie Musselwhite, Hubert Sumlin, John Brim, Syl Johnson Band, Sista Monica Parker, Lavay Smith and Her Red Hot Skillet Lickers, Steve Freund

### 1998
Taj Mahal, Irma Thomas, Sugar Pie DeSanto, Tracy Nelson, Marcia Ball, Mavis Staples, Huey Lewis, The Robert Cray Band, Magic Slim & the Teardrops, Roy Rogers & the Delta Rhythm Kings, Ramblin' Jack Elliott, Sonny Rhodes, Robert 'Bilbo' Walker, Barbara Dane, The Charmaine Neville Band

### 1999
John Lee Hooker & the Coast to Coast Blues Band, Deborah Coleman, Carlos Santana, Dr. John, Lonnie Brooks, Jimmie Vaughan, Bobby Rush Show & Revue, Big Bill Morganfield, Pinetop Perkins & the Bob Margolin Blues Band, Rory Block, Carey Bell, Jerry Portnoy & Paul Oscher, The Kenny Neal Band, E.C. Scott

### 2000
Koko Taylor and Her Blues Machine, Johnny Otis Show, Barbara Morrison, Keb' Mo', Joe Louis Walker and the New Blues Allstars, Elvin Bishop, Boozoo Chavis and the Magic Sounds, Rosie Flores, Lavay Smith and Her Red Hot Skillet Lickers, Robert 'Bilbo' Walker, Super Chikan

### 2001
Los Lobos, with special guest Charlie Musselwhite, Ike Turner and the Kings of Rhythm, Little Milton with Trudy Lynn, Billy Preston & Barbara Lewis, Nappy Brown and the Playtones, Candye Kane, Maria Muldaur

### 2002
Steve Miller's Chicago Blues Reunion, featuring: Charlie Musselwhite, Elvin Bishop, Barry Goldberg, Harvey Mandel, Nick Gravenites and Marcy Levy, Otis Rush, James Cotton Blues Band, Toni Lynn Washington, Big Time Sarah, The Robert Cray Band, Robert Lockwood Jr., Howard Tate, Otis Taylor, Steve Freund Blues Band

### 2003
Taj Mahal, Carla Thomas, Robben Ford, Al Kooper, Joe Louis Walker, Nick Gravenites, Chris Cain and the Ford Blues Band, Eddie Floyd, Tracy Nelson, Angela Strehli, Roomful of Blues, Bettye LaVette, Melvin Taylor and the Slack Band, Jackie Greene, Lazy Lester

### 2004
Carlos Santana, Buddy Guy, Keb' Mo', Charlie Musselwhite, Marcia Ball, Sugar Pie DeSanto, John Lee Hooker Jr.

### 2005
Huey Lewis and the News, Mavis Staples, James Cotton, plus Hubert Sumlin, Elvin Bishop, The Fabulous Thunderbirds, Howard Tate, Jimmy Dawkins Band, Angela Strehli, Steve Freund, Cafe R&B

### 2006
Little Richard, Ruth Brown, Irma Thomas, Kermit Ruffins, Betty Harris, Cyril Neville, Tab Benoit, Anders Osborne, Mz. Dee Rochon, Henry Butler, Sunpie Barnes and the Sunspots, Larry Taylor

### 2007
Allen Toussaint, Jimmy McCracklin, Sugar Pie DeSanto, Dave Alexander, Robert Randolph & the Family Band, John Hammond, Charlie Musselwhite Band, Joe Louis Walker, Eric Bibb, Tommy Castro Band